# Жаннере, Пьер
Пьер Жаннере (фр. Pierre Jeanneret; 1896—1967) — французский архитектор и дизайнер, двоюродный брат знаменитого Ле Корбюзье, с которым и в тени которого он проработал почти всю свою жизнь. Один из главных строителей Чандигарха, города, возведённого по проекту Ле Корбюзье в Индии.

## Биография и творческий путь
Закончил с дипломом Школу изящных искусств в Женеве (1915, 1-я премия за архитектуру, скульптуру и живопись). Стажировался как архитектор в мастерской Огюста Перре, в Париже (1920-21). В 1921 году Ле Корбюзье (урожд. Шарль Эдуар Жаннере, двоюродный брат Пьера Жаннере) приглашает его для совместной работы, и они открывают своё архитектурное бюро в Париже. С этого момента Пьер Жаннере становится компаньоном Ле Корбюзье, а проекты, созданные ими, подписываются: «Эдуар Жаннере / Пьер Жаннере». Ведущая роль в этом тандеме, просуществовавшем с 1922 по 1940 гг., неизменно принадлежала Ле Корбюзье. Пьер Жаннере сотрудничал также в журнале «Новый Дух» фр. L'Esprit Nouveau, который Ле Корбюзье выпускал в начале 1920-х годов.

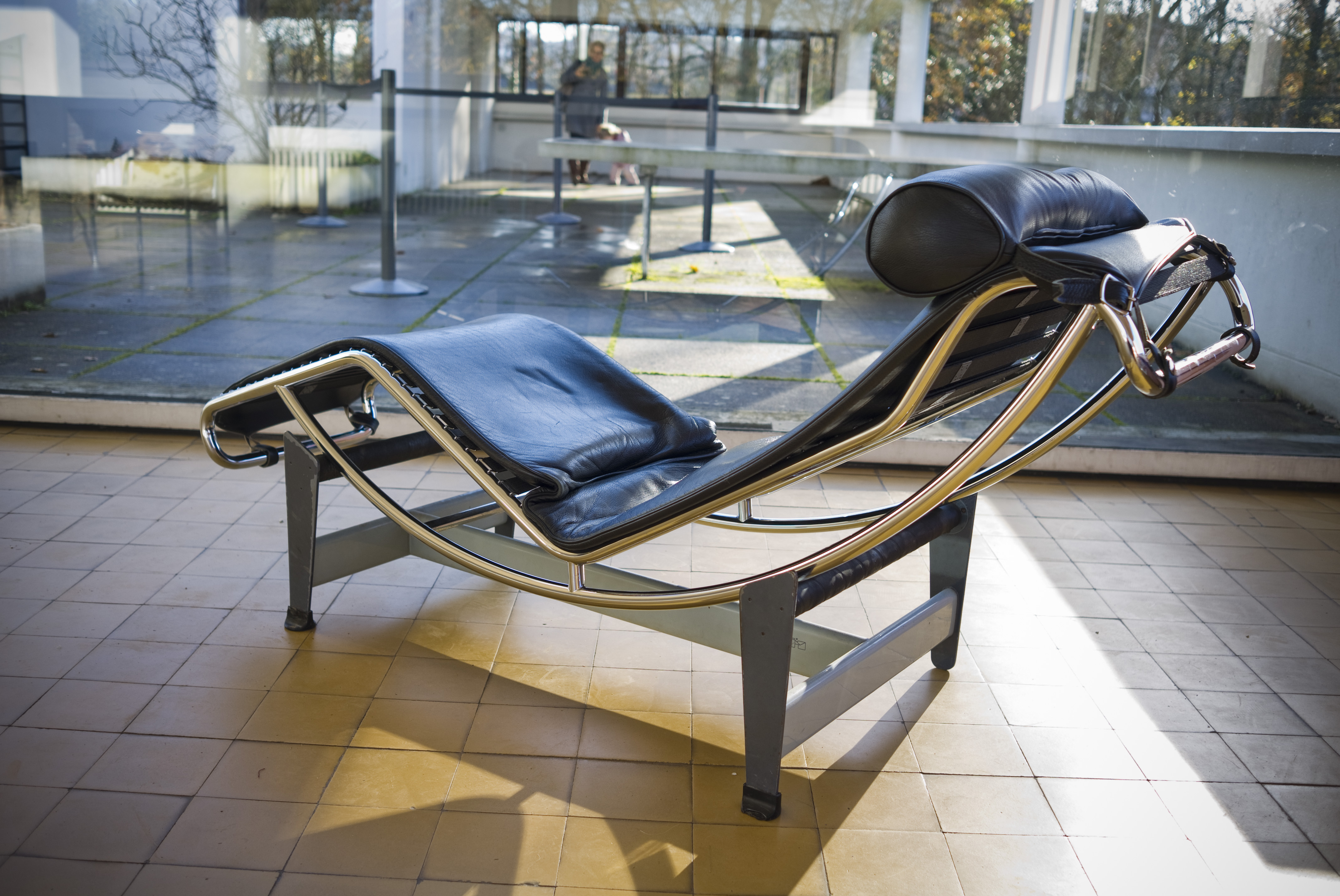
Кушетка LC4 в вилле Савой, спроектированная Жаннере совместно с Ле Корбюзье и Шарлоттой Перриан

В 1922 году на выставке Осенний салон Эдуаром и Пьером Жаннере был представлен проект «Современный город на три миллиона жителей», ультрановаторский по концепции. Между 1924 и 1940 годами совместно они создают целый ряд модернистских проектов, среди которых важное место занимают богатые особняки в современном стиле, построенные в окрестностях Парижа. Это, в частности, вилла Ла Роша / Жаннере, вилла Штейн / де Монзи, вилла Савой — здания, ставшие этапными в истории современной архитектуры.
Пьер Жаннере проявил себя и как дизайнер. На выставке Осенний салон 1929 года был показан комплект мебели, созданный совместно Ле Корбюзье, Шарлоттой Перриан и Пьером Жаннере. Столы, кресла, блокируемые шкафы-секции были изготовлены из современных материалов (стальные трубки, стекло, искусственная кожа), по самым современным технологиям.
Сотрудничество с Ле Корбюзье было прервано войной, когда их мастерская на ул. Севр, 35 была закрыта.
В 1940-51 гг. работал с архитектором Жаном Пруве (Jean Prouvé), в 1940-49 гг. — с Жоржем Бланшоном (Georges Blanchon) и в 1949-51 — с Доминик Эскорса (Dominique Escorsat). В начале 50-х годов возобновил совместную деятельность с Ле Корбюзье.

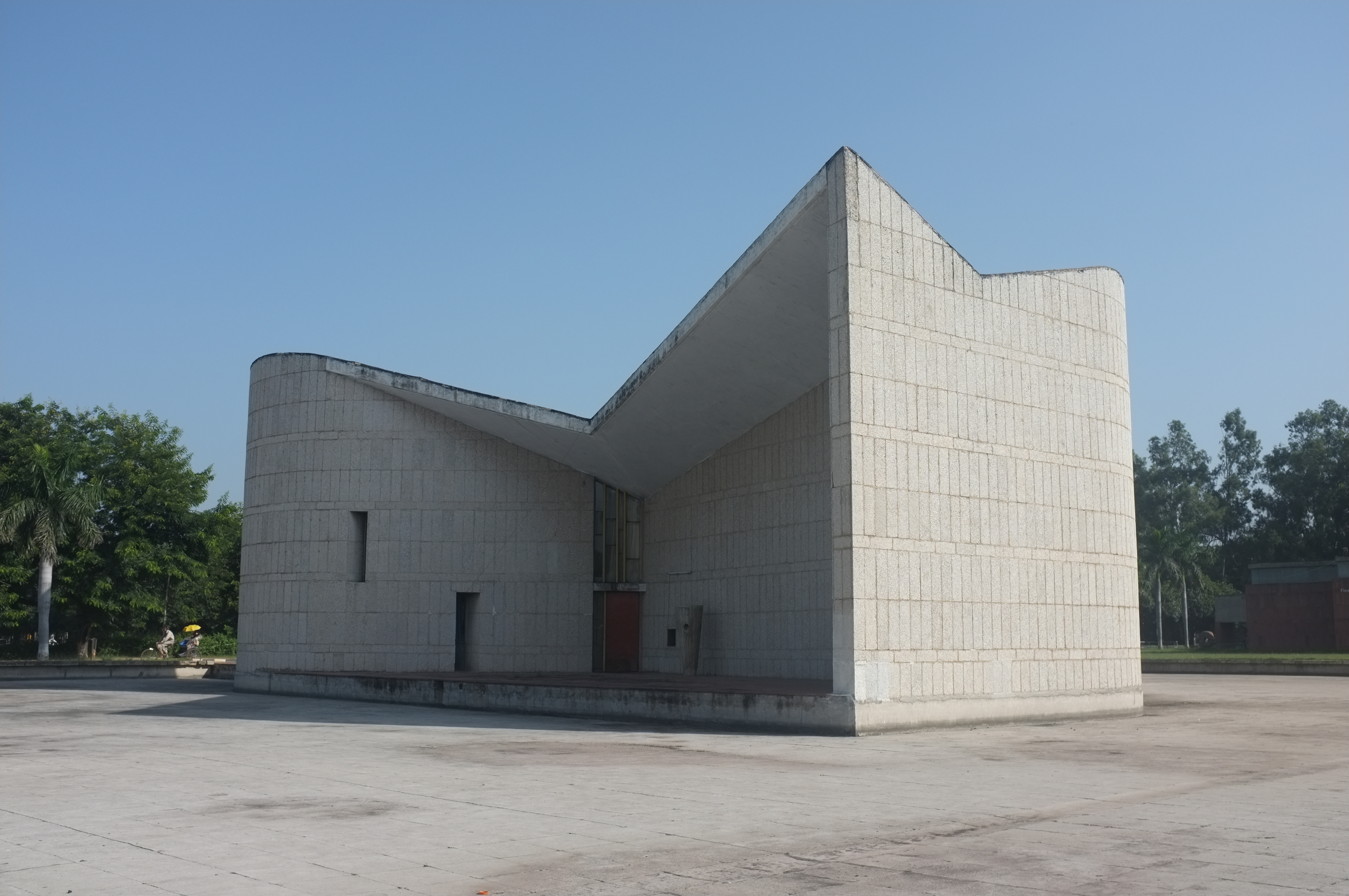
Ганди Бхаван. Университет Пенджаба. Архитекторы Пьер Жаннере и др.

Последние 15 лет своей жизни Пьер Жаннере провёл в Индии, в связи с возведением Чандигарха, новой столицы штата Пенджаб, строившейся по проекту Ле Корбюзье (1951-57). Вместе с Максвеллом Фрайем и Джейн Дрю, двумя архитекторами из Англии, Пьер Жаннере вел надзор за строительством, в частности, за строительством комплекса Капитолия, административного центра, спроектированного самим Корбюзье. С ними сотрудничали также индийские архитекторы и инженеры, совместно с которыми были созданы проекты жилых зданий для городской администрации, а также школ, гостиниц, торговых центров.
Часть кампуса университета Пенджаба — библиотека и здание Ганди Бхаван — спроектированы непосредственно самим Пьером Жаннере. Ганди Бхаван — весьма своеобразное по своему облику сооружение и практически единственное, где зафиксировано личное авторство Пьера Жаннере. Оно представляет собой структуру, три части и три остроконечных завершения которой символизируют три части индийской философии. В 1999 году в здании Ганди Бхаван состоялась большая фотовыставка, рассказывающая о вкладе Ле Корбюзье и Пьера Жаннере в создание новой столицы.

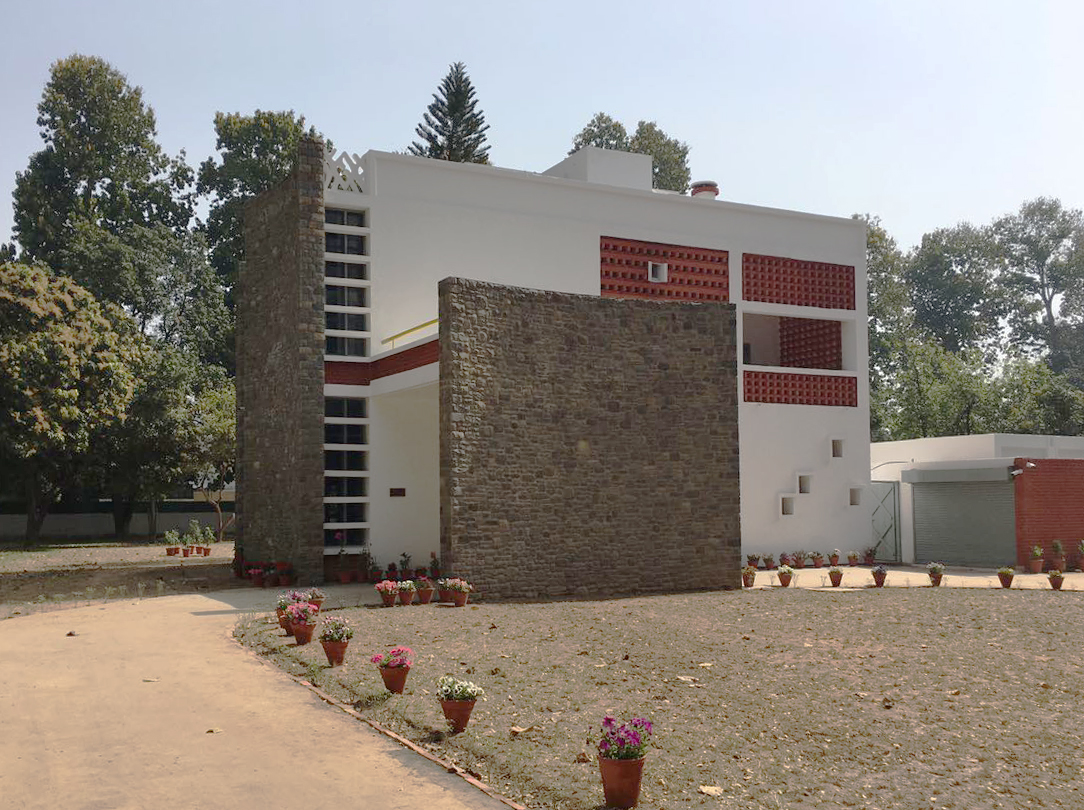
Дом Пьера Жаннере в Чандигархе

После того, как строительство города было в основном завершено, П. Жаннере был приглашён городскими властями на должность главного архитектора Чандигарха и штата Пенджаб, на которой и пребывал вплоть до 1965 года, когда вернулся в Швейцарию. Выполнял он также обязанности директора созданной в Чандигархе Школы прикладного искусства, продолжая при этом самостоятельно заниматься дизайном — интерьерами и мебелью.
В настоящее время в доме Пьера Жаннере в Чандигархе находится посвящённый ему музей.

## Мебель
Помимо зданий, Жаннере также проектировал мебель, как самостоятельно, так и вместе с Ле Корбюзье. Он экспериментировал с минималистским дизайном, включая стул, который не требовал застежек.